# Альоша Птицин виробляє характер
«Альоша Птицин виробляє характер» (рос. «Алёша Птицын вырабатывает характер») — російський радянський сімейний комедійний фільм, знятий в 1953 році режисером Анатолієм Граником. Перша роль в кіно шестирічної на той момент Наталії Селезньової та Валентини Сперантової.

## Сюжет
Маленький школяр-москвич, третьокласник Альоша Птицин вирішив кардинально змінити своє життя: зайнятися самовихованням, позбутися опіки суворих батьків і забудькуватої бабусі, жити за суворим розпорядком і не піддаватися спокусам. Уклавши новий режим дня, Олексій почав нове життя: прокинувся і встав сам, зробив ранкову гімнастику і пішов до школи. Бабуся Альоші розминулася зі своєю подругою дитинства, яка приїхала до неї погостювати разом з онукою, на вокзалі. Альоша, зустрівши їх, вирішив провести для них екскурсію по Москві, щоб відновити в їх очах справжнє уявлення про гостинних москвичів і виправити помилку своєї бабусі.

## У фільмі знімалися
- Віктор Каргопольцев — Альоша Птицин
- Ольга Пижова — бабуся Альоші
- Валентина Сперантова — Сіма, бабуся Сашеньки
- Наталія Селезньова — Сашенька
- Юрій Бубликов — Анатолій Андрійович, тато
- Тамара Альошина — Наталія Федорівна, мама
- Надія Рум'янцева — Галя, сестра Олексія
- Роза Макагонова — Ольга Василівна
- Лідія Сухаревська — Сергієнко
- Сергій Подмастер'єв — Генка, що втік до Каховки
- Олександр Михайлов — Тихон Іванович
- Борис Васильєв;
- Геннадій Худяков;
- Іван Назаров — старий провідник;
- Леонід Галліс;
- Анна Лисянська;
- Катерина Савінова — продавець морозива
- Валентина Ушакова — чергова в метро

## В епізодах
- У титрах не вказані:

- Леонід Галліс — епізод
- Анна Лисянська — мати Генки
- Іван Назаров — старий провідник поїзда
- Катерина Савінова — продавець морозива
- Лев Степанов — пасажир на платформі, що курить ляльку
- Валентина Ушакова — чергова в метро
- Гена Худяков — епізод
- Рудик Фурманов — епізод

## Знімальна група
- Режисер — Анатолій Граник;
- Оператор — Євген Шапіро;
- Сценарій — Агнія Барто;
- Композитор — Олег Каравайчук.

- Автор сценарію — Агнія Барто
- Постановка — Анатолія Граника
- Режисер — Йосип Гіндін
- Оператор — Євген Шапіро
- Другий оператор — Дмитро Месхієв
- Художник — Олексій Рудяков
- Композитор — Олег Каравайчук
- Звукооператор — Микола Косарев
- Директор картини — В. Яковлєв